# Nagelbrink
Die Nagelbrink ist ein Naturschutzgebiet in der niedersächsischen Stadt Bad Pyrmont im Landkreis Hameln-Pyrmont.
Das Naturschutzgebiet mit dem Kennzeichen NSG HA 146 ist 3 Hektar groß. Im Süden grenzt es direkt an das Naturschutzgebiet „Winzenberg“ in Nordrhein-Westfalen. Das Gebiet steht seit dem 5. April 1990 unter Naturschutz. Zuständige untere Naturschutzbehörde ist der Landkreis Hameln-Pyrmont.
Das Naturschutzgebiet liegt südwestlich von Bad Pyrmont am Rand des Naturparks Weserbergland Schaumburg-Hameln und stellt einen südostexponierten, mäßig steilen Hang am Hohberg im Pyrmonter Bergland unter Schutz. Hier sind auf flachgründigem Boden auf Kalkverwitterungsgestein artenreicher Halbtrockenrasen als Reste der früheren Bewirtschaftungsformen erhalten. Daneben sind Trockengebüsche und extensiv genutztes Grünland zu finden.